# Équipe d'Allemagne de football à la Coupe du monde 1994
L'Équipe d'Allemagne de football est quart de finaliste de la coupe du monde de football de 1994.
C'est sa 13e participation à une phase finale mais sa première dans le contexte de cette nouvelle république fédérale ayant absorbé du fait de la réunification les landers de l'ex RDA. L'effectif est composé de deux joueurs de l'ancienne Allemagne de l'Est : Matthias Sammer et Ulf Kirsten.
La Nationalmannschaft ne parvient pas à se hisser dans le dernier carré qui était son objectif initial, une mauvaise ambiance règne dans le groupe ce qui empêche une bonne cohésion entre les joueurs et le sélectionneur. Son ultime adversaire sera la Bulgarie formation contre laquelle elle s'inclinera le 10 juillet 1994.

## Qualification
L'Allemagne est qualifiée d'office en tant que tenant du titre.

## La coupe du monde

### Premier tour
L'Allemagne est versée dans le groupe C avec la Bolivie l'Espagne et la Corée du Sud.

#### Match contre la Bolivie
Le premier match des Allemands se joue dans un stade comble, la rencontre est précédée d'une cérémonie d'ouverture et d'un discours du président américain Bill Clinton. À ce moment de la compétition, la Nationalmannschaft détient le record du nombre de matchs joués en phase finale ;a contrario la Bolivie, son adversaire du jour effectue son retour dans la compétition depuis 1950.
Les allemands mettent un terme à une malédiction qui durait depuis 1970, soit 5 éditions, à savoir que le tenant du titre échouait à gagner le match d'ouverture. Une première victoire donc, la première victoire à trois points depuis l'instauration de cette nouvelle règle, (jusqu'en 1990 la victoire ne remportait que deux points). Un succès qui se dessina en seconde période, le gardien bolivien sortant imprudemment de sa surface se fera dribbler par Thomas Häßler qui servira Jürgen Klinsmann qui n'aura qu'a pousser le ballon dans le but vide, pour devenir le premier buteur de cette 15e édition. Une victoire allemande logique, son adversaire n'ayant pas les armes nécessaires pour rivaliser.
| Titulaires :    |                   |     |
|                 |                   |     |
| 1               | Bodo Illgner      |     |
| 3               | Andreas Brehme    |     |
| 4               | Jürgen Kohler     |     |
| 7               | Andreas Möller    |     |
| 8               | Thomas Hässler    | 83e |
| 9               | Karl-Heinz Riedle | 60e |
| 10              | Lothar Matthäus   |     |
| 14              | Thomas Berthold   |     |
| 16              | Matthias Sammer   |     |
| 18              | Jürgen Klinsmann  |     |
| 20              | Stefan Effenberg  |     |
|                 |                   |     |
| Remplaçants :   |                   |     |
| 2               | Thomas Strunz     | 83e |
| 21              | Mario Basler      | 60e |
|                 |                   |     |
| Sélectionneur : |                   |     |
| Berti Vogts     |                   |     |

| Titulaires :      |                        |     |
|                   |                        |     |
| 1                 | Carlos Trucco          |     |
| 3                 | Marco Sandy            |     |
| 4                 | Miguel Rimba           |     |
| 5                 | Gustavo Quinteros      |     |
| 6                 | Carlos Fernando Borja  |     |
| 8                 | José Milton Melgar     |     |
| 15                | Vladimir Soria         |     |
| 16                | Luis Héctor Cristaldo  |     |
| 18                | Luis Ramallo           | 79e |
| 21                | Erwin Sánchez          |     |
| 22                | Julio César Baldivieso | 66e |
|                   |                        |     |
| Remplaçants :     |                        |     |
| 10                | Marco Etcheverry       | 79e |
| 11                | Jaime Moreno           | 66e |
|                   |                        |     |
| Sélectionneur :   |                        |     |
| Xabier Azkargorta |                        |     |

| Titulaires :    |                   |     |
|                 |                   |     |
| 1               | Bodo Illgner      |     |
| 3               | Andreas Brehme    |     |
| 4               | Jürgen Kohler     |     |
| 7               | Andreas Möller    |     |
| 8               | Thomas Hässler    | 83e |
| 9               | Karl-Heinz Riedle | 60e |
| 10              | Lothar Matthäus   |     |
| 14              | Thomas Berthold   |     |
| 16              | Matthias Sammer   |     |
| 18              | Jürgen Klinsmann  |     |
| 20              | Stefan Effenberg  |     |
|                 |                   |     |
| Remplaçants :   |                   |     |
| 2               | Thomas Strunz     | 83e |
| 21              | Mario Basler      | 60e |
|                 |                   |     |
| Sélectionneur : |                   |     |
| Berti Vogts     |                   |     |

| Titulaires :      |                        |     |
|                   |                        |     |
| 1                 | Carlos Trucco          |     |
| 3                 | Marco Sandy            |     |
| 4                 | Miguel Rimba           |     |
| 5                 | Gustavo Quinteros      |     |
| 6                 | Carlos Fernando Borja  |     |
| 8                 | José Milton Melgar     |     |
| 15                | Vladimir Soria         |     |
| 16                | Luis Héctor Cristaldo  |     |
| 18                | Luis Ramallo           | 79e |
| 21                | Erwin Sánchez          |     |
| 22                | Julio César Baldivieso | 66e |
|                   |                        |     |
| Remplaçants :     |                        |     |
| 10                | Marco Etcheverry       | 79e |
| 11                | Jaime Moreno           | 66e |
|                   |                        |     |
| Sélectionneur :   |                        |     |
| Xabier Azkargorta |                        |     |

#### Match contre l'Espagne
Le second adversaire, l'Espagne, causera davantage de difficultés aux hommes de Berti Vogts, un match engagé physiquement avec une formation ibérique montrant un visage plus séduisant que lors de sa première rencontre contre la Corée du Sud. Encaissant un but dans le premier quart d'heure l'Allemagne agissant comme un rouleau compresseur sur son adversaire se voyait logiquement égaliser par une nouvelle réalisation de Jürgen Klinsmann qui d'une tête trompait le portier espagnol Andoni Zubizarreta.
| Titulaires :    |                  |     |
|                 |                  |     |
| 1               | Bodo Illgner     |     |
| 2               | Thomas Strunz    |     |
| 3               | Andreas Brehme   |     |
| 4               | Jürgen Kohler    |     |
| 7               | Andreas Möller   | 62e |
| 8               | Thomas Häßler    |     |
| 10              | Lothar Matthäus  |     |
| 14              | Thomas Berthold  |     |
| 16              | Matthias Sammer  |     |
| 18              | Jürgen Klinsmann |     |
| 20              | Stefan Effenberg |     |
|                 |                  |     |
| Remplaçants :   |                  |     |
| 13              | Rudi Völler      | 62e |
|                 |                  |     |
| Sélectionneur : |                  |     |
| Berti Vogts     |                  |     |

| Titulaires :    |                       |     |
|                 |                       |     |
| 1               | Andoni Zubizarreta    |     |
| 2               | Albert Ferrer         |     |
| 5               | Abelardo Fernández    |     |
| 6               | Fernando Hierro       |     |
| 7               | Jon Andoni Goikoetxea | 64e |
| 9               | Pep Guardiola         | 77e |
| 12              | Sergi Barjuan         |     |
| 15              | José Luis Caminero    |     |
| 18              | Rafael Alkorta        |     |
| 19              | Julio Salinas         |     |
| 21              | Luis Enrique          |     |
|                 |                       |     |
| Remplaçants :   |                       |     |
| 4               | Paco Camarasa         | 77e |
| 10              | José María Bakero     | 64e |
|                 |                       |     |
| Sélectionneur : |                       |     |
| Javier Clemente |                       |     |

| Titulaires :    |                  |     |
|                 |                  |     |
| 1               | Bodo Illgner     |     |
| 2               | Thomas Strunz    |     |
| 3               | Andreas Brehme   |     |
| 4               | Jürgen Kohler    |     |
| 7               | Andreas Möller   | 62e |
| 8               | Thomas Häßler    |     |
| 10              | Lothar Matthäus  |     |
| 14              | Thomas Berthold  |     |
| 16              | Matthias Sammer  |     |
| 18              | Jürgen Klinsmann |     |
| 20              | Stefan Effenberg |     |
|                 |                  |     |
| Remplaçants :   |                  |     |
| 13              | Rudi Völler      | 62e |
|                 |                  |     |
| Sélectionneur : |                  |     |
| Berti Vogts     |                  |     |

| Titulaires :    |                       |     |
|                 |                       |     |
| 1               | Andoni Zubizarreta    |     |
| 2               | Albert Ferrer         |     |
| 5               | Abelardo Fernández    |     |
| 6               | Fernando Hierro       |     |
| 7               | Jon Andoni Goikoetxea | 64e |
| 9               | Pep Guardiola         | 77e |
| 12              | Sergi Barjuan         |     |
| 15              | José Luis Caminero    |     |
| 18              | Rafael Alkorta        |     |
| 19              | Julio Salinas         |     |
| 21              | Luis Enrique          |     |
|                 |                       |     |
| Remplaçants :   |                       |     |
| 4               | Paco Camarasa         | 77e |
| 10              | José María Bakero     | 64e |
|                 |                       |     |
| Sélectionneur : |                       |     |
| Javier Clemente |                       |     |

#### Match contre la Corée du Sud
Le dernier match décisif pour obtenir la qualification démarrera idéalement pour les Allemands. Au bout de 37 minutes de jeu le tableau d'affichage affichera déjà 3-0 pour les joueurs d'outre Rhin. Le gardien sud coréen sera trompé deux fois par Jürgen Klinsmann et une fois par Karl-Heinz Riedle. Fait assez rare le portier asiatique sera remplacé à la mi-temps. Une première période se concluant par un avantage très confortable pour les Allemands même si les Coréens ont su se montrer dangereux. Mais cette distance avec son adversaire du jour allait se réduire en seconde période, les hommes de Berti Vogts allaient perdre pied dans le second acte et permettre aux joueurs sud-coréens de réduire d'un but d'écart le fossé les séparant des germaniques. Le dernier quart d'heure sera très intense. Finalement le gardien Bodo Illgner sera le seul joueur allemand à la hauteur durant cette seconde période, évitant une égalisation asiatique et permettant à l'Allemagne de finir première de ce groupe C.  
.
| Titulaires :    |                   |     |
|                 |                   |     |
| 1               | Bodo Illgner      |     |
| 3               | Andreas Brehme    |     |
| 4               | Jürgen Kohler     |     |
| 6               | Guido Buchwald    |     |
| 8               | Thomas Hässler    |     |
| 9               | Karl-Heinz Riedle |     |
| 10              | Lothar Matthäus   | 64e |
| 14              | Thomas Berthold   |     |
| 16              | Matthias Sammer   |     |
| 18              | Jürgen Klinsmann  |     |
| 20              | Stefan Effenberg  | 75e |
|                 |                   |     |
| Remplaçants :   |                   |     |
| 5               | Thomas Helmer     | 75e |
| 7               | Andreas Möller    | 64e |
|                 |                   |     |
| Sélectionneur : |                   |     |
| Berti Vogts     |                   |     |

| Titulaires :    |                |     |
|                 |                |     |
| 1               | Choi In-young  | 46e |
| 4               | Kim Pan-keun   |     |
| 5               | Park Jung-bae  |     |
| 6               | Lee Young-jin  | 39e |
| 7               | Shin Hong-gi   |     |
| 9               | Kim Joo-sung   | 76e |
| 10              | Ko Jeong-woon  |     |
| 12              | Choi Young-il  |     |
| 15              | Cho Jin-ho     | 46e |
| 18              | Hwang Sun-hong |     |
| 20              | Hong Myung-bo  |     |
|                 |                |     |
| Remplaçants :   |                |     |
| 22              | Lee Woon-jae   | 46e |
| 2               | Chung Jong-son | 39e |
| 11              | Seo Jung-won   | 46e |
|                 |                |     |
| Sélectionneur : |                |     |
| Kim Ho          |                |     |

| Titulaires :    |                   |     |
|                 |                   |     |
| 1               | Bodo Illgner      |     |
| 3               | Andreas Brehme    |     |
| 4               | Jürgen Kohler     |     |
| 6               | Guido Buchwald    |     |
| 8               | Thomas Hässler    |     |
| 9               | Karl-Heinz Riedle |     |
| 10              | Lothar Matthäus   | 64e |
| 14              | Thomas Berthold   |     |
| 16              | Matthias Sammer   |     |
| 18              | Jürgen Klinsmann  |     |
| 20              | Stefan Effenberg  | 75e |
|                 |                   |     |
| Remplaçants :   |                   |     |
| 5               | Thomas Helmer     | 75e |
| 7               | Andreas Möller    | 64e |
|                 |                   |     |
| Sélectionneur : |                   |     |
| Berti Vogts     |                   |     |

| Titulaires :    |                |     |
|                 |                |     |
| 1               | Choi In-young  | 46e |
| 4               | Kim Pan-keun   |     |
| 5               | Park Jung-bae  |     |
| 6               | Lee Young-jin  | 39e |
| 7               | Shin Hong-gi   |     |
| 9               | Kim Joo-sung   | 76e |
| 10              | Ko Jeong-woon  |     |
| 12              | Choi Young-il  |     |
| 15              | Cho Jin-ho     | 46e |
| 18              | Hwang Sun-hong |     |
| 20              | Hong Myung-bo  |     |
|                 |                |     |
| Remplaçants :   |                |     |
| 22              | Lee Woon-jae   | 46e |
| 2               | Chung Jong-son | 39e |
| 11              | Seo Jung-won   | 46e |
|                 |                |     |
| Sélectionneur : |                |     |
| Kim Ho          |                |     |

#### Classement final du groupe C
| Place | Équipe       | Points | Joués | V | N | D | Buts + | Buts - | Diff. |
| 1er   | Allemagne    | 7      | 3     | 2 | 1 | 0 | 5      | 3      | +2    |
| 2e    | Espagne      | 5      | 3     | 1 | 2 | 0 | 6      | 4      | +2    |
| 3e    | Corée du Sud | 2      | 3     | 0 | 2 | 1 | 4      | 5      | -1    |
| 4e    | Bolivie      | 1      | 3     | 0 | 1 | 2 | 1      | 4      | -3    |

### Huitième de finale contre la Belgique
En 1994 ce huitième de finale entre Allemands et Belges était digne d'une finale de championnat d'Europe. Cette rencontre fut d'ailleurs d'un haut niveau. Il n'y eut pas de période d'observation entre les deux formations ce qui permit une ouverture du score allemande rapide suivie d'une égalisation belge dans la foulée. Les trois buts germanique furent inscrit par les deux attaquants titulaires, Rudi Völler et Jurgen Klinsmann évoluant tous deux à l'époque dans le championnat de France, respectivement à l'Olympique de Marseille et à l'AS Monaco. La première période se concluait par un résultat de 3 à 1 pour les Germaniques. Une seconde période aussi intense que la première n'allait pas offrir aux spectateurs autant de buts, la faute à des attaquants maladroits et surtout aux exploits des deux gardiens. La réduction du score pour les Belges à la fin du temps règlementaire se fit trop tardive pour faire douter les Allemands, qui allaient poursuivre leur route vers les quarts de finale  
.
| Titulaires :    |                  |     |
|                 |                  |     |
| 1               | Bodo Illgner     |     |
| 4               | Jürgen Kohler    |     |
| 5               | Thomas Helmer    |     |
| 6               | Guido Buchwald   |     |
| 8               | Thomas Hässler   |     |
| 10              | Lothar Matthäus  | 46e |
| 13              | Rudi Völler      |     |
| 14              | Thomas Berthold  |     |
| 16              | Matthias Sammer  |     |
| 17              | Martin Wagner    |     |
| 18              | Jürgen Klinsmann | 85e |
|                 |                  |     |
| Remplaçants :   |                  |     |
| 3               | Andreas Brehme   | 46e |
| 11              | Stefan Kuntz     | 85e |
|                 |                  |     |
| Sélectionneur : |                  |     |
| Berti Vogts     |                  |     |

| Titulaires :    |                         |     |
|                 |                         |     |
| 1               | Michel Preud'homme      |     |
| 4               | Philippe Albert         |     |
| 5               | Rudi Smidts             | 65e |
| 6               | Lorenzo Staelens        |     |
| 7               | Franky Van der Elst     |     |
| 8               | Luc Nilis               | 76e |
| 10              | Enzo Scifo              |     |
| 13              | Georges Grün            |     |
| 14              | Michel De Wolf          |     |
| 15              | Marc Emmers             |     |
| 17              | Josip Weber             |     |
|                 |                         |     |
| Remplaçants :   |                         |     |
| 11              | Alexandre Czerniatynski | 76e |
| 16              | Danny Boffin            | 65e |
|                 |                         |     |
| Sélectionneur : |                         |     |
| Paul Van Himst  |                         |     |

| Titulaires :    |                  |     |
|                 |                  |     |
| 1               | Bodo Illgner     |     |
| 4               | Jürgen Kohler    |     |
| 5               | Thomas Helmer    |     |
| 6               | Guido Buchwald   |     |
| 8               | Thomas Hässler   |     |
| 10              | Lothar Matthäus  | 46e |
| 13              | Rudi Völler      |     |
| 14              | Thomas Berthold  |     |
| 16              | Matthias Sammer  |     |
| 17              | Martin Wagner    |     |
| 18              | Jürgen Klinsmann | 85e |
|                 |                  |     |
| Remplaçants :   |                  |     |
| 3               | Andreas Brehme   | 46e |
| 11              | Stefan Kuntz     | 85e |
|                 |                  |     |
| Sélectionneur : |                  |     |
| Berti Vogts     |                  |     |

| Titulaires :    |                         |     |
|                 |                         |     |
| 1               | Michel Preud'homme      |     |
| 4               | Philippe Albert         |     |
| 5               | Rudi Smidts             | 65e |
| 6               | Lorenzo Staelens        |     |
| 7               | Franky Van der Elst     |     |
| 8               | Luc Nilis               | 76e |
| 10              | Enzo Scifo              |     |
| 13              | Georges Grün            |     |
| 14              | Michel De Wolf          |     |
| 15              | Marc Emmers             |     |
| 17              | Josip Weber             |     |
|                 |                         |     |
| Remplaçants :   |                         |     |
| 11              | Alexandre Czerniatynski | 76e |
| 16              | Danny Boffin            | 65e |
|                 |                         |     |
| Sélectionneur : |                         |     |
| Paul Van Himst  |                         |     |

### Quart de finale contre la Bulgarie
Ce quart de finale allait se conclure par la plus grosse surprise de cette 15e édition, à savoir l'élimination de l'Allemagne au profit de la Bulgarie. Le capitaine bavarois Lothar Matthäus honore en ce dimanche 10 juillet 1994 sa 117e sélection et son 21e match de phase finale d'un mondial.
Pour nombres de spécialistes la victoire allemande semble écrite à l'avance, et sa présence dans le dernier carré inéluctable. Le pénalty transformé par Matthäus en tout début de seconde période semble dessiner le succès allemand. Tout va basculer dans le dernier quart d'heure, tout d'abord les bulgares égalisent sur un coup franc tiré par Hristo Stoikov à la 76e. Puis à la 79e Letchkov d'une tête plongeante trompait le gardien de Cologne et éliminait l'Allemagne.
| Titulaires :    |                  |     |
|                 |                  |     |
| 1               | Bodo Illgner     |     |
| 4               | Jürgen Kohler    |     |
| 5               | Thomas Helmer    |     |
| 6               | Guido Buchwald   |     |
| 7               | Andreas Möller   |     |
| 8               | Thomas Hässler   | 82e |
| 10              | Lothar Matthäus  |     |
| 13              | Rudi Völler      |     |
| 14              | Thomas Berthold  |     |
| 17              | Martin Wagner    | 58e |
| 18              | Jürgen Klinsmann |     |
|                 |                  |     |
| Remplaçants :   |                  |     |
| 2               | Thomas Strunz    | 58e |
| 3               | Andreas Brehme   | 82e |
|                 |                  |     |
| Sélectionneur : |                  |     |
| Berti Vogts     |                  |     |

| Titulaires :    |                   |     |
|                 |                   |     |
| 1               | Nikolay Mihaylov  |     |
| 3               | Trifon Ivanov     |     |
| 4               | Tsanko Tsvetanov  |     |
| 5               | Petar Houbtchev   |     |
| 6               | Zlatko Yankov     |     |
| 7               | Emil Kostadinov   | 90e |
| 8               | Hristo Stoitchkov | 84e |
| 9               | Yordan Letchkov   |     |
| 10              | Nasko Sirakov     |     |
| 16              | Ilian Kiriakov    |     |
| 20              | Krasimir Balakov  |     |
|                 |                   |     |
| Remplaçants :   |                   |     |
| 13              | Ivaylo Yordanov   | 84e |
| 14              | Bončo Genčev      | 90e |
|                 |                   |     |
| Sélectionneur : |                   |     |
| Dimitar Penev   |                   |     |

| Titulaires :    |                  |     |
|                 |                  |     |
| 1               | Bodo Illgner     |     |
| 4               | Jürgen Kohler    |     |
| 5               | Thomas Helmer    |     |
| 6               | Guido Buchwald   |     |
| 7               | Andreas Möller   |     |
| 8               | Thomas Hässler   | 82e |
| 10              | Lothar Matthäus  |     |
| 13              | Rudi Völler      |     |
| 14              | Thomas Berthold  |     |
| 17              | Martin Wagner    | 58e |
| 18              | Jürgen Klinsmann |     |
|                 |                  |     |
| Remplaçants :   |                  |     |
| 2               | Thomas Strunz    | 58e |
| 3               | Andreas Brehme   | 82e |
|                 |                  |     |
| Sélectionneur : |                  |     |
| Berti Vogts     |                  |     |

| Titulaires :    |                   |     |
|                 |                   |     |
| 1               | Nikolay Mihaylov  |     |
| 3               | Trifon Ivanov     |     |
| 4               | Tsanko Tsvetanov  |     |
| 5               | Petar Houbtchev   |     |
| 6               | Zlatko Yankov     |     |
| 7               | Emil Kostadinov   | 90e |
| 8               | Hristo Stoitchkov | 84e |
| 9               | Yordan Letchkov   |     |
| 10              | Nasko Sirakov     |     |
| 16              | Ilian Kiriakov    |     |
| 20              | Krasimir Balakov  |     |
|                 |                   |     |
| Remplaçants :   |                   |     |
| 13              | Ivaylo Yordanov   | 84e |
| 14              | Bončo Genčev      | 90e |
|                 |                   |     |
| Sélectionneur : |                   |     |
| Dimitar Penev   |                   |     |

## Les joueurs utilisés
| Joueurs                                |    |    |    |    |    | Total minutes | Total                       | Total                                                               |
| Gardiens de but                        |    |    |    |    |    |               |                             |                                                                     |
| Bodo Illgner (FC Cologne)              | 90 | 90 | 90 | 90 | 90 | 450           | -                           | -                                                                   |
| Défenseurs                             |    |    |    |    |    |               |                             |                                                                     |
| Thomas Berthold (VfB Stuttgart)        | 90 | 90 | 90 | 90 | 90 | 450           | -                           | -                                                                   |
| Jürgen Kohler (Juventus Football Club) | 90 | 90 | 90 | 90 | 90 | 450           | Carton jaune                | -                                                                   |
| Andreas Brehme (FC Kaiserslautern)     | 90 | 90 | 90 | 44 | 8  | 322           | Carton jaune                | -                                                                   |
| Matthias Sammer (Borussia Dortmund)    | 90 | 90 | 90 | 90 |    | 360           | -                           | -                                                                   |
| Thomas Strunz (VfB Stuttgart)          | -  | 90 | -  | -  | 32 | 122           | -                           | -                                                                   |
| Guido Buchwald (VfB Stuttgart)         |    |    | 90 | 90 | 90 | 270           | -                           | -                                                                   |
| Thomas Helmer (Bayern Munich)          | -  | -  | 15 | 90 | 90 | 195           | Carton jaune · Carton jaune | -                                                                   |
| Milieux                                |    |    |    |    |    |               |                             |                                                                     |
| Andreas Möller (Juventus Turin)        | 90 | 62 | 26 | -  | 90 | 268           | Carton jaune                | -                                                                   |
| Thomas Häßler (AS Rome)                | 90 | 90 | 90 | 90 | 82 | 442           | Carton jaune                | -                                                                   |
| Mario Basler (Werder Brême)            | 31 | -  | -  | -  | -  | 31            | -                           | -                                                                   |
| Stefan Effenberg (AC Fiorentina)       | 90 | 90 | 75 | -  | -  | 255           | Carton jaune · Carton jaune | -                                                                   |
| Lothar Matthäus (Bayern Munich)        | 90 | 90 | 64 | 46 | 90 | 380           | -                           | But inscrit                                                         |
| Martin Wagner (FC Kaiserslautern)      | -  | -  | -  | 90 | 58 | 148           | Carton jaune · Carton jaune | -                                                                   |
| Attaquants                             |    |    |    |    |    |               |                             |                                                                     |
| Jurgen Klinsmann (AS Monaco)           | 90 | 90 | 90 | 86 | 90 | 446           | Carton jaune · Carton jaune | But inscrit · But inscrit · But inscrit · But inscrit · But inscrit |
| Karl-Heinz Riedle (Borussia Dortmund)  | 59 | -  | 90 | -  | -  | 149           | -                           | But inscrit                                                         |
| Rudi Völler (Olympique de Marseille)   | -  | 28 | -  | 90 | 90 | 208           | -                           | But inscrit · But inscrit                                           |
| Stefan Kuntz (FC Kaiserslautern)       | -  | -  | -  | 4  | -  | 4             | -                           | -                                                                   |
| joueurs                                |    |    |    |    |    | Total minutes | Total                       | Total                                                               |

## Les buteurs
| Classement | Nom               | But(s) |
| 1          | Jürgen Klinsmann  | 5      |
| 2          | Rudi Völler       | 2      |
| 3          | Karl-Heinz Riedle | 1      |
|            | Lothar Matthäus   | 1      |